# Toon Hermanshuizen

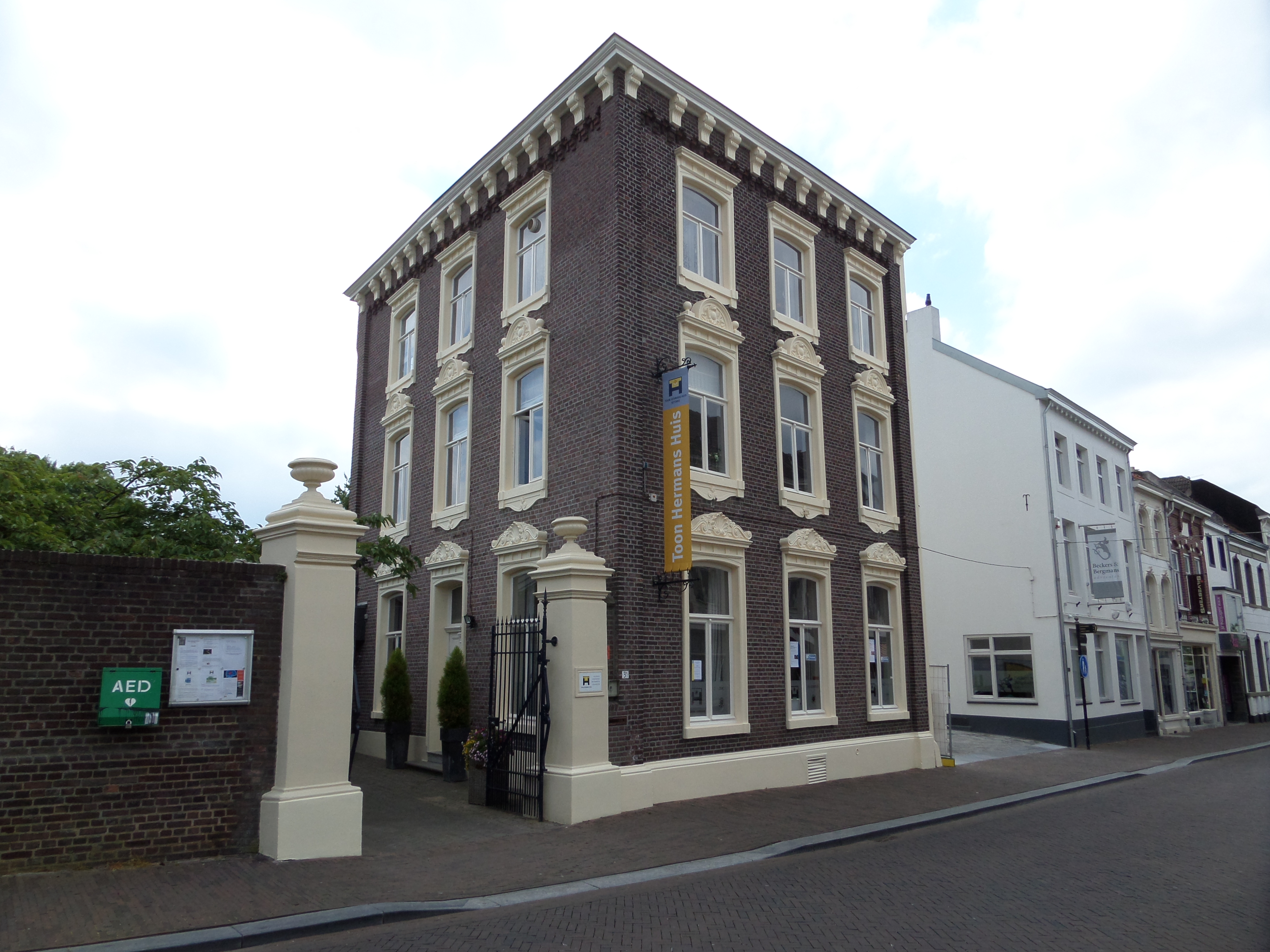
Toon Hermanshuis te Sittard

De Landelijke Stichting Toon Hermans Huizen is een Nederlandse organisatie die zich inzet voor steun aan mensen die te maken hebben met kanker.
De stichting beheert een aantal inloophuizen verspreid over heel Nederland. Zowel patiënten als hun naasten kunnen hier terecht voor verschillende activiteiten en bijeenkomsten. De stichting is in 1998 opgericht en is vernoemd naar de cabaretier Toon Hermans.

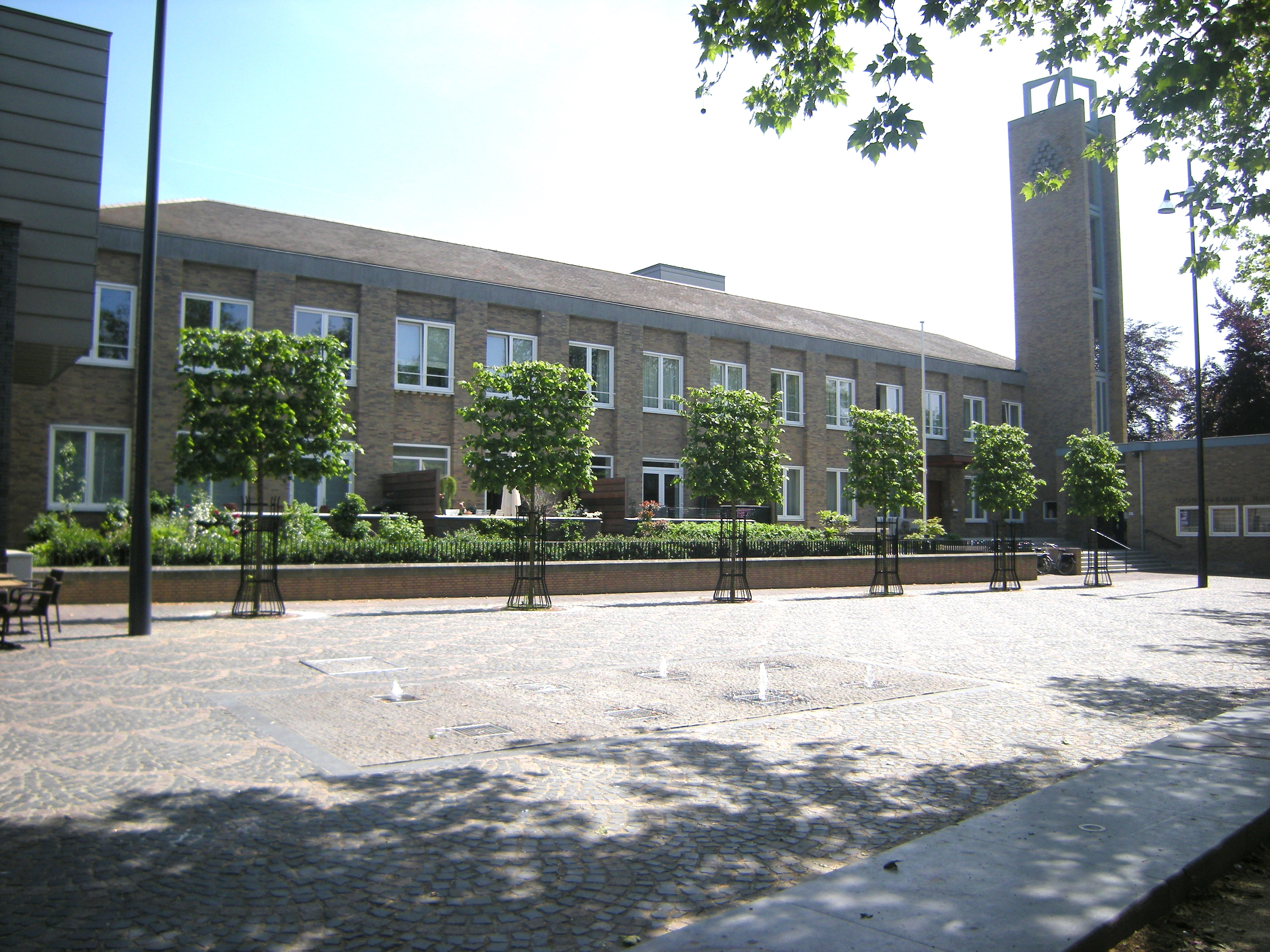
Toon Hermanshuis in Venlo

In 2022 zijn er 75 inloophuizen in Nederland. Het eerste opende in 1998 in Sittard, de geboorteplaats van Toon Hermans. Een jaar later werd een tweede huis geopend in Venlo en inmiddels zijn er ook huizen in Arnhem, Amersfoort, Dronten, Ede, Emmeloord, Heerlen, Hoogeveen, Maastricht, Roermond, Tiel, Waalwijk, Weert en Zeewolde. Er zijn zowel vrijwilligers als betaalde medewerkers werkzaam. De stichting is volledig afhankelijk van donaties.